# Ma tante dictateur
Pour plus de détails, voir Fiche technique et Distribution.
Ma tante dictateur est un film français réalisé par René Pujol et sorti en 1939.

## Synopsis
Un jeune homme qui souhaite lancer sa petite amie au théâtre, emprunte de l'argent à sa tante, en lui faisant croire qu'il veut acheter une épicerie. Sa tante arrive et souhaite alors visiter « son » épicerie ; pour sauver la mise il emprunte le magasin d'un épicier crédule.

## Fiche technique
- Titre : Ma tante dictateur
- Réalisation : René Pujol
- Scénario : Paul José d'après une pièce d'Eugène Labiche
- Directeur de la photographie : Nicolas Toporkoff
- Cameraman : Pierre Montazel
- Assistant opérateur : André Martin
- Musique : Vincent Scotto
- Montage : André Versein
- Décors : Louis Le Barbenchon, Roland Quignon
- Son : Jacques Hawadier
- Société de production : Société internationale du Film Français (SIFFRA)
- Société de distribution : Nordfilm
- Tournage : Ferme de Breteuil et son pigeonnier
- Pays de production :  France
- Genre : Comédie
- Durée : 95 minutes (1 h 35)
- Date de sortie : France - 13 juillet 1939

## Distribution
- Marguerite Moreno : La tante
- Fernand Charpin : M. Duclos
- Armand Bernard : M. Nicolas
- Christian-Gérard : Guy Leroy
- Raymond Aimos : Voiturin - Le barbier
- Pauline Carton : Eugénie - La bonne
- Henri Charrett
- Jean Dunot : Robinet
- Françoise Fleury
- Anthony Gildès
- Jacotte : La petite Jacqueline
- Charles Lemontier
- Alexandre Mihalesco
- Pierre Moreno
- Gaston Orbal